# Kaik Pereira
Kaik Pereira Francisco (São Paulo, 8 de março de 2003) é um ator e dançarino brasileiro. Durante 5 anos foi assistente de palco do Programa Raul Gil, mas ficou conhecido ao interpretar Neco na telenovela Chiquititas.

## Carreira
Kaik realizava participações em quadros musicais no Programa Raul Gil. Estreou em 2014 no remake de Chiquititas, interpretando o personagem Neco, no SBT. Em 2016 participou do quadro Dance se Puder do Programa Eliana, sendo o ganhador da edição. Logo depois fez uma participação na telenovela da RecordTV, Escrava Mãe. Em 2017 estreou na TV Globo, interpretando Jorge na série Treze Dias Longe do Sol. Em 2018 atuou como protagonista da nova novela do Gloob, Escola de Gênios. Em 2022, Kaik Pereira irá disputar o prêmio milionário do reality Ilha Record, da RecordTV.

## Filmografia

### Televisão
| Ano     | Título                  | Papel                                               | Notas                  |
| ------- | ----------------------- | --------------------------------------------------- | ---------------------- |
| 2014–15 | Chiquititas             | Manuel Carlos Correa da Silva Almeida Campos (Neco) |                        |
| 2016    | Dance se Puder          | Participante (Vencedor)                             | Temporada 2            |
| 2016    | Escrava Mãe             | Sapião (criança)                                    |                        |
| 2017    | Treze Dias Longe do Sol | Jorge                                               |                        |
| 2018–22 | Escola de Gênios        | Isaac                                               |                        |
| 2018    | Dancing Brasil Júnior   | Participante                                        | Especial de fim de ano |
| 2022    | Ilha Record             | Participante (Vice-campeão)                         | Temporada 2            |

### Cinema
| Ano  | Título                                     | Papel | Notas                |
| ---- | ------------------------------------------ | ----- | -------------------- |
| 2016 | O Vendedor de Sonhos                       | Dimas |                      |
| 2021 | A Garota Invisível                         | Edu   | Plataformas Digitais |
| 2022 | Hora de Brilhar                            | Edu   | Plataformas Digitais |
| 2024 | Perfekta, Uma Aventura da Escola de Gênios | Isaac |                      |

## Teatro
| Ano  | Título                            | Papel     |
| ---- | --------------------------------- | --------- |
| 2015 | As Crianças mais Amadas do Brasil | Ele mesmo |